# Jean-Baptiste Gabriel Merlin
Pour les articles homonymes, voir Merlin.
Jean-Baptiste Gabriel Merlin, né le 17 avril 1768 à Thionville (Luxembourg français), mort le 27 janvier 1842 à Versailles (Yvelines), est un général français de la Révolution et de l’Empire. 
il est le frère du conventionnel Antoine Merlin de Thionville.

## Biographie
Il entre en service comme soldat dans le régiment Royal-Cravates cavalerie (10e de cavalerie), le 13 août 1787, et le 10 mars 1792, il est nommé sous-lieutenant dans le 1er régiment de dragons, il effectue les campagnes de 1792 à l'an III aux armées des Ardennes, de Sambre-et-Meuse et du Rhin.
À l'affaire qui a lieu entre Maubeuge et Beaumont, le 2 floréal an II, il met en déroute avec son peloton la légion des émigrés dite de Bion. Sur le rapport du représentant du peuple Laurent, le Comité de salut public nomme le jeune Merlin capitaine à son régiment.
Commandant l'École d'équitation de Versailles en l'an II, il est promu au grade de chef d'escadron dans la légion de police le 9 messidor an III, corps nouvellement formé pour effectuer le service de la ville de Paris et devenu 21e régiment de dragons. Le 8 thermidor an V il est admis en la même qualité dans la garde du Directoire dont il commande la cavalerie. Ayant ainsi servi de l'an III à l'an VIII à l'armée de l'Intérieur et soutenue le coup d'état du 18 brumaire an VIII avec ses grenadiers à cheval il est logiquement promu chef de brigade, le 29 brumaire suivant et commandant du 8e régiment de cavalerie, devenu 8e de cuirassiers. Il fait avec son régiment les campagnes des ans VIII et IX à l'armée du Rhin, et se distingue, le 30 prairial an VIII, au passage du Danube, ce qui lui vaut une lettre de félicitations du général Lecourbe le 2 messidor suivant.
Créé membre de la Légion d'honneur le 19 frimaire an XII, il est nommé officier le 25 prairial suivant, et fait la campagne de l'an XIV au sein de la division de cuirassiers du général Pully, à l'armée d'Italie, devenue 8e corps de la grande armée.
Il prend part au Campagne de Prusse et de Pologne, en 1806 et 1807, est il est créé baron de l'Empire le 28 janvier 1809, et sert à l'armée d'Allemagne en 1809. Le 21 mai, à la bataille d'Essling, blessé d'un éclat d'obus à la cuisse, il reçoit les témoignages les plus flatteurs de la satisfaction de l'Empereur, qui l'éleve au grade de général de brigade le 5 juin 1809. Employé en cette qualité au commandement du département de l'Yonne, le 24 décembre 1810, il passe à celui de l'Orne le 9 juin 1812, et conserve ces fonctions jusqu'au 21 juillet 1815.
À la Première Restauration des Bourbons en France, Louis XVIII le nomme chevalier de l'ordre royal et militaire de Saint-Louis par ordonnance du 5 octobre 1814. Mis en non-activité à l'époque où il quitte le commandement de l'Orne, il est nommé lieutenant du Roi de 1re classe, pour commander la place de Strasbourg, le 18 novembre 1818. Il exerce ces fonctions pendant environ dix-huit mois avant d'être admis à la retraite le 20 juin 1821.
Relevé de cette position lors de la révolution de Juillet 1830, il est compris dans le cadre de réserve de l'état-major général le 22 mars 1831, et finalement de nouveau admis à la retraite le 1er mai 1832, comme ayant dépassé l'âge fixé par les ordonnances pour être maintenu sur le cadre d'activité.

## Armoiries
| Figure | Blasonnement |
|        | Armes du baron Jean-Baptiste-Gabriel Merlin et de l'Empire Coupé : au 1, parti de sable, à un cheval d'argent, gravissant un rocher d'or mouvant de l'angle dextre de la pointe et du quartiers des barons militaires ; au 2, d'azur, à une cuirasse antique d'argent, chargé d'un château donjonné de trois tours du champ ouvert et maçonné de sable. - Livrées : les couleurs de l'écu. |

## Distinctions
- Légion d'honneur
  - Chevalier de la Légion d'honneur le 11 décembre 1803.
  - Commandeur de la Légion d'honneur le  14 juin 1804.
  - Grand-officier de la Légion d'honneur le 18 avril 1834.
- Chevalier de Saint-Louis le 5 octobre 1814.
- Baron de l’Empire avec rente de 4 000 francs décret de mai 1808, listes patentes le 28 janvier 1809.